# 诺里库姆
诺里库姆，本為一個部落王國，成立於公元前400年左右，首都位於马格达伦斯贝格的維魯努姆。在公元一世紀它成為罗马帝国诸行省之一，是个紧邻帝国意大利本土的行省。在公元前16年，罗马帝国的军队入侵阿尔卑斯山以东和多瑙河上游，征服当地居民，並建立了雷蒂亚和诺里库姆两个行省，领土包括現代奧地利的大部分地區和斯洛維尼亞的部分地區，西北为雷蒂亚行省和东南为上潘诺尼亚行省。

## 外部連結
- Noricum （页面存档备份，存于） (in German)
- Noricum, its cities and traffic routes in the 2nd century